# Kidlington
Kidlington ist ein großes Dorf und ein Civil Parish im nordöstlichen Oxfordshire in England. Es liegt zwischen dem Fluss Cherwell und dem Oxford-Kanal, 8 km nördlich von Oxford und 12 km südwestlich von Bicester. Bei der Volkszählung 2011 wurde eine Einwohnerzahl von 13.723 ermittelt. Kidlington hat etwa 50 Geschäfte, Banken und Bausparkassen, eine öffentliche Bibliothek, eine große Dorfhalle und einen Wochenmarkt. Auf dem Gelände des früheren Oxford-Zoos befindet sich heute das Hauptquartier der Thames Valley Police. Auch der Flughafen Oxford befindet sich hier.

## Geschichte
Der Ortsname Kidlington leitet sich vom altenglischen Cudelinga tun ab: der tun (Siedlung) der „Kidlings“ (Söhne). Das Domesday Book von 1086 verzeichnet Chedelintone, und 1214 erscheint die Schreibweise Kedelinton erstmals.
Die Pfarrkirche der Church of England, St. Mary the Virgin, stammt aus dem Jahr 1220, aber es gibt Belege für eine Kirche an dieser Stelle seit 1073 St. Mary’s hat schöne mittelalterliche Glasmalereien und eine 50 m hohe Turmspitze, die als „Our Lady's Needle“ bekannt ist. Sie ist ein denkmalgeschütztes Gebäude.
Die im Domesday aufgeführte Siedlung wuchs aus einem alten Dorf in der Nähe der Kirche. Es hat ebenso viele georgianische Gebäude aus dem 18. Jahrhundert wie moderne Häuser. Bis zu den Enclosure Acts im Jahr 1818 war ein großes Gebiet südlich des Dorfes nicht eingezäuntes Gemeindeland und das Dorf weithin als Kidlington-on-the-Green bekannt. Das Land wurde kurz vor dem Zweiten Weltkrieg als Gartenstadt bebaut.
Im 20. Jahrhundert wuchs Kidlington zu einem Anwärter für das größte Dorf in England (sogar in Europa) heran, mit einer Bevölkerung von über 13.000, verglichen mit 1.300 im Jahr 1901. Die Einwohner haben sich bisher dagegen gewehrt, Kidlington in eine Stadt (Town) umzuwandeln, obwohl es eindeutig dafür qualifiziert wäre.
Im Juni 2016 berichtete die BBC, dass wöchentlich Busladungen von Touristen aus China in der Benmead Road in Kidlington eintrafen, die ohne ersichtlichen Grund in Vorgärten und vor geparkten Autos für Fotos posierten. Die Geschichte erregte weltweites Interesse, wobei Einwohner von Kidlington Interviews über ihre Erfahrungen anboten. Spätere Befragungen ergaben, dass für die Touristen die Suche nach dem „echten England“ ein Grund dafür war.

## Infrastruktur
Der Bahnhof von Kidlington wurde 1852 als Woodstock Road Station an der Great Western Railway in der Nähe der Langford Lane eröffnet. Er wurde von Isambard Kingdom Brunel entworfen. Die Great Western Railway fügte 1890 eine Zweiglinie zwischen Kidlington und Woodstock sowie einen neuen Bahnhof in Blenheim und Woodstock hinzu und benannte die Woodstock Road Station in Kidlington Station um. British Railways schloss den Bahnhof im Jahr 1964. Das Bahnhofsgebäude blieb 1983 erhalten. Im Oktober 2015 eröffneten Chiltern Railways und Network Rail den neuen Bahnhof Oxford Parkway in der Nähe des ehemaligen Haltepunkts Oxford Road mit Zügen im 30-Minuten-Takt nach London in die eine Richtung und nach Oxford in die andere Richtung.
Der Flughafen von Oxford befindet sich in Kidlington. Bei ihm hat sich ein Industriepark entwickelt.